# Amélie-les-Bains
Amélie-les-Bains  est une ancienne commune du département français des Pyrénées-Orientales. Elle fait aujourd'hui partie de la commune d'Amélie-les-Bains-Palalda.

## Géographie
L'ancienne commune d'Amélie-les-Bains est située dans la vallée du Tech, en amont et à l'ouest de Céret. Elle est également au nord de Montalba-d'Amélie et au sud-est de Palalda, communes avec lesquelles elle fusionne au XXe siècle. La commune avait une superficie de 0,82 km2.

## Toponymie
Pour un article plus général, voir Toponymie des Pyrénées-Orientales.
Le nom originel de la commune est en catalan Els Banys d'Arles, Les Bains d'Arles.
Le nom d'Arles viendrait des racines Ar et El, désignant une vallée se transformant en plaine et la présence d'une rivière dans cette même vallée. Les Bains d'Arles étaient les sources chaudes, situées à proximité d'Arles, puis les thermes romains liés à ce lieu.
Le territoire prend le nom de Fort-les-Bains à la suite de la construction du fort par Vauban en 1670, .
La commune prend le nom d'Amélie-les-Bains en 1840, en hommage à la reine Marie-Amélie de Bourbon-Siciles, épouse de Louis-Philippe Ier.

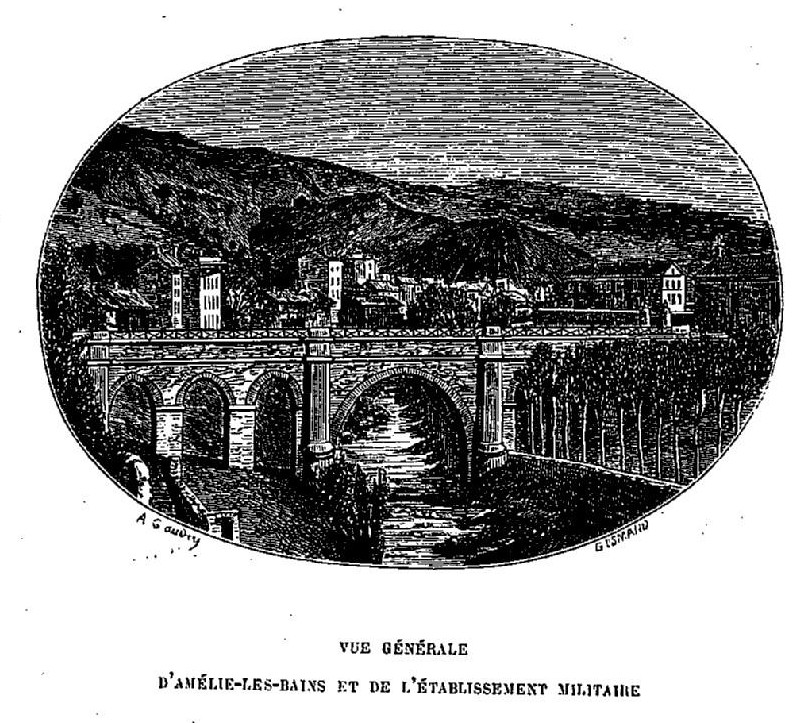
Vue générale d'Amélie-les-Bains et de l'établissement militaire (1862).

Un habitat et des sépultures monumentales datées de la fin de l’âge du bronze (Xe–IXe siècle avant notre ère) ont été découverts par des fouilles réalisées en marge des travaux prévus à proximité de la station thermale antique d’Aquae Calidae en 2006.
Des signes gravés sur des blocs de pierre découverts dans le Tech témoignent d'un ancien culte, protohistorique ou galloromain.
Le site des Bains d'Arles (Els Banys d'Arles) renferme des sources thermales qui ont été exploitées dès l'Antiquité par Les Romains. Il subsiste de ces thermes antiques une salle voûtée et une petite piscine.
Plus tard, vers 780, une abbaye est fondée, vraisemblablement au sein même des thermes antiques, par un certain Castellan et quelques moines fuyant l'Espagne. Connue sous le nom de Sainte-Marie de Vallespir, elle est dévastée par des raids normands entre 858 et 868. Elle est reconstruite par l'abbé Hilpéric avec l'aide de Charles le Chauve. L'Abbé Suniefred, directeur de la communauté entre 880 et 891, décide de déplacer le monastère à Arles (Arles-sur-Tech), son emplacement actuel.
Les Bains dépendront alors de ce monastère jusqu'en 1237, date à laquelle le seigneur du Roussillon et du Vallespir, Nuno Sanche, en fait l'acquisition. Mais l'église paroissiale Saint-Quentin demeure sous la juridiction de l'Abbé d'Arles.
Vers 1670 un fort (toujours en place) est établi au-dessus du village afin de défendre la frontière espagnole. La localité prend alors le nom du fort (qu'il conserve) : Fort-les-Bains.
En 1840, la commune change de nom, en hommage à la reine Marie-Amélie de Bourbon-Siciles, épouse de Louis-Philippe Ier. Elle devient : Amélie-les-Bains .
La Reine Amélie s'y rend en 1848, sans doute à l'invitation du général de Castellane, alors gouverneur militaire du Roussillon. Elle se fera une propagandiste enthousiaste de ses bains,.
En octobre 1940, la ville est très éprouvée par une crue subite du Tech.
Le 1er novembre 1942, par arrêté préfectoral du 1er octobre 1942, la commune de Palalda est rattachée à celle d'Amélie-les-Bains pour former la nouvelle commune d'Amélie-les-Bains-Palalda.
Le 17 novembre 1962, c'est la commune de Montalba-d'Amélie qui est rattachée à celle d'Amélie-les-Bains-Palalda.

## Politique et administration

### Canton
En 1790, la commune des Bains d'Arles est incluse dans le nouveau canton d'Arles, dont elle fait encore partie après sa fusion avec la commune de Palalda pour former la nouvelle commune d'Amélie-les-Bains-Palalda.

### Liste des maires
| Période          | Période          | Identité                 | Étiquette | Qualité                                                                              |
| ---------------- | ---------------- | ------------------------ | --------- | ------------------------------------------------------------------------------------ |
|                  |                  |                          |           |                                                                                      |
| 1800             | 1812             | Bonaventure Noguerer     |           |                                                                                      |
| 1812             | 1815             | Emmanuel Gatumeau        |           |                                                                                      |
| 1815             | 1815             | Souribes                 |           |                                                                                      |
| 1815             | 1816             | Joseph Piron             |           |                                                                                      |
| 1816             | 1819             | Jacques Cruzet           |           |                                                                                      |
| 1819             | 1826             | Abdon Sourribes          |           |                                                                                      |
| 1826             | 1828             | Jacques Pellissier       |           |                                                                                      |
| 1828             | 1831             | François Piron           |           |                                                                                      |
| 1831             | 1833             | Pierre Tubert            |           | chirurgien et chef de l'hôpital thermal des armées                                   |
| 1833             | 1838             | Pierre Hermabessière     |           | propriétaire des thermes Hermabessière                                               |
| 1838             | 1840             | Jean Malé                |           |                                                                                      |
| 1840             | 1848             | Pierre Hermabessière     |           |                                                                                      |
| 1848             | 1848             | Cabassot                 |           |                                                                                      |
| 1848             | 1852             | Antoine Dubois           |           |                                                                                      |
| 1852             | 1852             | Joseph Sourribes         |           |                                                                                      |
| 1852             | 1862 (décès)     | Pierre Hermabessière     |           |                                                                                      |
| 1863             | 1870             | Joseph Vinyes            |           |                                                                                      |
| 1870             | 14 février 1874  | Jean Forné               |           |                                                                                      |
| 14 février 1874  | 16 février 1876  | Gaëtan Viaris de Lesegno |           |                                                                                      |
| 16 février 1876  | 12 août 1876     | Théodore Delmas          |           |                                                                                      |
| 12 août 1876     | 14 mai 1886      | Jean Forné               |           | député des Pyrénées-Orientales de 1878 à 1885                                        |
| 14 mai 1886      | 20 mai 1888      | Sylvestre Marty          |           |                                                                                      |
| 20 mai 1888      | 14 août 1913     | Paul Pujade              |           |                                                                                      |
| 14 août 1913     | 10 décembre 1919 | Jacques Berdaguer        |           |                                                                                      |
| 10 décembre 1919 | 24 août 1941     | Joseph Bouix             |           |                                                                                      |
| 10 octobre 1941  | 20 août 1944     | François Mefler          |           | Maire d'Amélie-les-Bains devenu maire d'Amélie-les-Bains-Palalda le 1er octobre 1942 |

## Population et société

### Démographie ancienne
La population est exprimée en nombre de feux (f) ou d'habitants (H).
| 1358 | 1365 | 1378 | 1424 | 1470 | 1515 | 1709 | 1720 | 1730 |
| ---- | ---- | ---- | ---- | ---- | ---- | ---- | ---- | ---- |
| 41 f | 40 f | 28 f | 20 f | 3 f  | 2 f  | 51 f | 25 f | 54 f |

| 1767  | 1774 | 1789 | 1790  | - | - | - | - | - |
| ----- | ---- | ---- | ----- | - | - | - | - | - |
| 297 H | 40 f | 55 f | 310 H | - | - | - | - | - |

### Démographie contemporaine
La population est exprimée en nombre d'habitants.
| 1794 | 1795 | 1796 | 1800 | 1804 | 1806 | 1820 | 1826 | 1831 |
| ---- | ---- | ---- | ---- | ---- | ---- | ---- | ---- | ---- |
| 403  | 199  | 236  | 221  | 216  | 226  | 249  | 727  | 225  |

| 1836 | 1841 | 1846 | 1851 | 1856 | 1861  | 1866  | 1872  | 1876  |
| ---- | ---- | ---- | ---- | ---- | ----- | ----- | ----- | ----- |
| 331  | 371  | 407  | 574  | 836  | 1 009 | 1 390 | 1 412 | 1 429 |

| 1881  | 1886  | 1891  | 1896  | 1901  | 1906  | 1911  | 1921  | 1926  |
| ----- | ----- | ----- | ----- | ----- | ----- | ----- | ----- | ----- |
| 1 668 | 1 500 | 1 738 | 1 381 | 1 340 | 1 328 | 1 383 | 1 334 | 1 571 |

| 1931  | 1936  | - | - | - | - | - | - | - |
| ----- | ----- | - | - | - | - | - | - | - |
| 1 699 | 1 847 | - | - | - | - | - | - | - |

Notes : 
- À partir de 1946, les habitants d'Amélie-les-Bains sont recensés avec ceux de Palalda, voir Amélie-les-Bains-Palalda.
- 1841 : il faut ajouter 96 personnes en garnison ;
- 1856 : dont 168 personnes comptées à part ;
- 1896 : dont 136 personnes comptées à part ;
- 1901 : dont 94 personnes comptées à part.

## Culture locale et patrimoine

### Lieux et monuments
Amélie-les-Bains

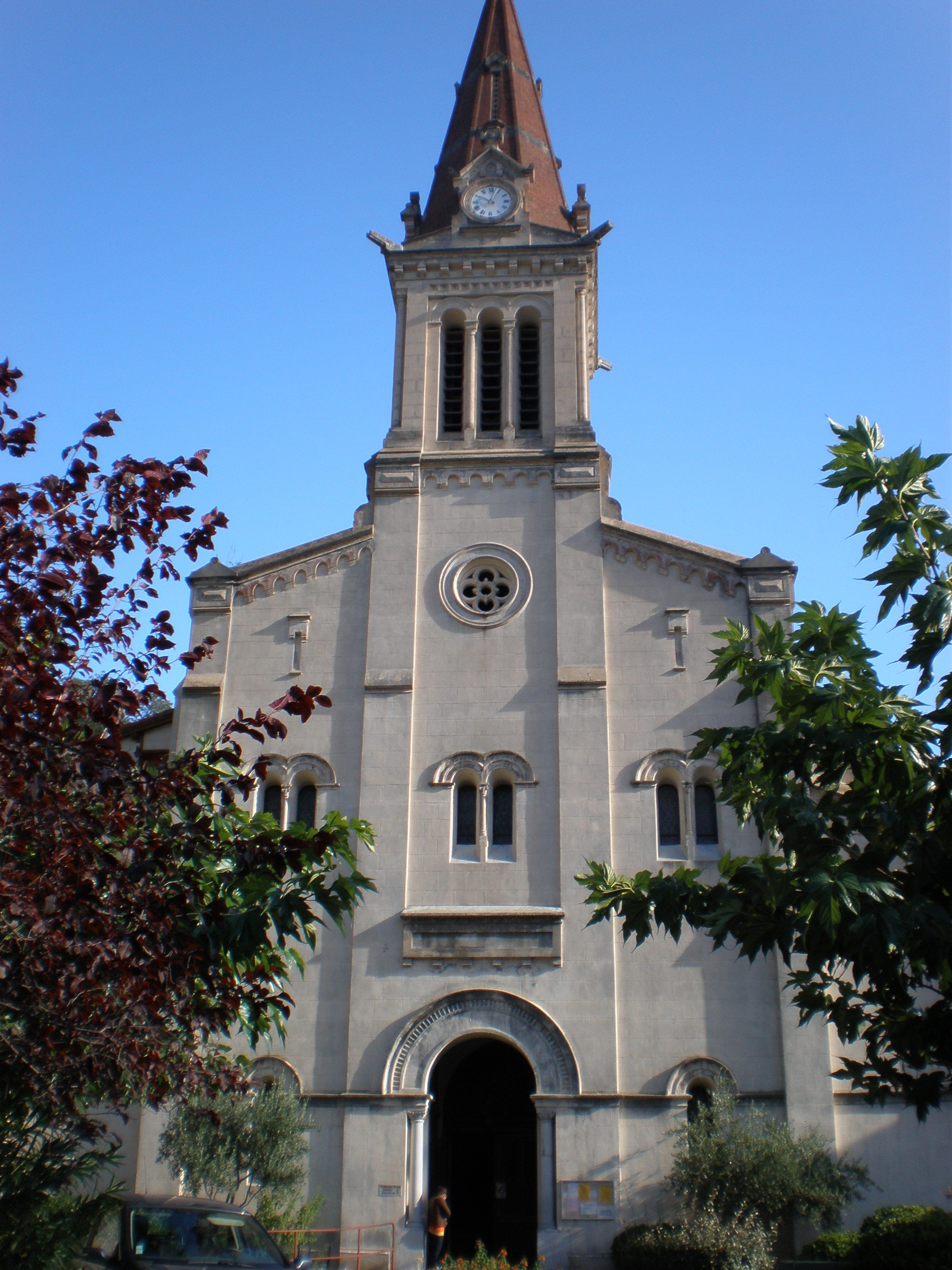
L'église Saint-Quentin d'Amélie-les-Bains (XIXe siècle).

- L'ancienne église Saint-Quentin est mentionnée en 869, elle avait été édifiée sans doute peu après la fondation du monastère pour les habitants qui s'étaient établis aux environs. Consacrée de nouveau en 1061 à la suite de travaux de restauration (ou d'agrandissement), elle fut remaniée à l'époque gothique puis protégée à l'époque moderne, classée monument historique. Elle est malheureusement déclassée et rasée en 1932 afin de permettre la construction de chambres d'hôtel[5].
- L'église Saint-Quentin est l'actuelle église paroissiale d'Amélie, construite de 1868 à 1871. Elle conserve une vierge romane du XIIIe siècle, provenant de l'ancienne église Saint-Quentin. Le clocher est doté d'un carillon de 7 cloches.
- Fort-les-Bains ( Classé MH (1909)) : fort surplombant la ville et construit en 1670.
- Les thermes romains ( Classé MH (1905)) et l'hôpital thermal des armées ( Inscrit MH (2007)).
- Cimetières.

Amélie-les-Bains possède sept nécropoles sur son territoire : l'ancien et le nouveau cimetière, le cimetière militaire, le cimetière protestant, près de la maison du gardien, Montalba-d'Amélie, l'ancien et le nouveau cimetière de Palalada, et le cimetière du Rosaire, près de l'église Saint-Martin.
Dans ces cimetières reposent toutes les personnes appartenant au peuple, au clergé, à la noblesse, et à l'armée. Leur histoire se raconte à la lecture de leur stèle, et tous ces personnages font de la principale nécropole amélienne, un petit Père Lachaise. En 1996, Jerry de Pierregot écrivit un ouvrage sur les Nécroples Améliennes à la fin du XXe siècle.
Cette commune a vu passer beaucoup de personnages célèbres. Tous n'y sont pas inhumés. Y sont morts, par exemple le maréchal Achille Baraguey d'Hilliers ou le médecin-major Ernest Duchesne, qui découvrit le pénicillium trente ans avant Fleming, et dont un square rappelle la mémoire. Quelques grandes maisons françaises sont représentées dans ces nécropoles, telles que Maupeou d'Ableiges, Arcis de Chazournes, Saint-James, Chaudoir, Gavrel de Loupiac, Juest de Mire, Lamer, Lemonier de La Haitrée, Lelarge de Lourdoueix, Viaris de Lesegno, Bradisch de Wexford, un prince indien, etc. On y trouve également des personnages hétéroclites, le fondateur de la République rouge de Palalda, un boulanger qui inventa un pétrin à pédales, un samouraï, des créateurs d'apéritif (pi-flip), des officiers.

### Personnalités liées à la commune
- Gaston Brun (1873-1918) : peintre, y est mort.
- Anne Deslions (1829-1873); courtisane,y est morte.